# 新莊凱悅嘉軒酒店

新莊凱悅嘉軒酒店位於新北市新莊區，本酒店坐落於宏匯集團與新北市政府簽約合作的新莊國際創新園區招商案中的商業用地，由宏匯集團打造21層樓的建築與凱悅酒店集團合作，引進台灣首家凱悅嘉軒酒店。
本酒店以國際級商務酒店為定位，共有280間客房，還設有會議空間、健身房和戶外泳池，2022年底開幕。

酒店鄰近行政院新莊聯合辦公大樓、國家電影及視聽文化中心、宏匯廣場。

## 活動
9 月正式迎賓，即日開放訂房，並同步推出「首波閃購價 2388 元」住房優惠。

## 大眾運輸

### 鐵路運輸
- 機場線：新北產業園區站

## 外部連結
- 新莊凱悅嘉軒酒店[]